# Ludwig Mittelhammer
Ludwig Mittelhammer (* 1988 in München) ist ein deutscher Opern- und Konzertsänger (Bariton).

## Biografie
Mittelhammer studierte von 2009 bis 2015 Gesang an der Hochschule für Musik und Theater München. Von September 2011 bis 2014 war er Mitglied der Bayerischen Theaterakademie August Everding. Meisterkurse bei Dietrich Fischer-Dieskau, Brigitte Fassbaender, Ann Murray und Edith Wiens ergänzten seine Ausbildung.
Zusammen mit dem Pianisten Jonathan Ware gewann er 2014 den Ersten Preis beim Internationalen Wettbewerb für Liedkunst der Hugo-Wolf-Akademie Stuttgart. Beim Felix-Mendelssohn-Bartholdy-Wettbewerb der Universität der Künste Berlin wurde er zuvor mit einem Sonderpreis für die beste Interpretation eines Goethe-Lieds von Wolfgang Rihm ausgezeichnet.
Seit der Spielzeit 2015/16 ist Mittelhammer Mitglied des Opernstudios der Oper Frankfurt. An der Oper Frankfurt ist Mittelhammer in der Saison 2016/17 in den Rollen des Marullo in Rigoletto und Schaunard in La Bohème zu hören. In der Spielzeit 2017/18 übernimmt er verschiedene Hauptrollen als Gast am Staatstheater Nürnberg.
Als Konzertsolist war Mittelhammer beim Orchestre de Paris, Münchner Rundfunkorchester, Concerto Köln, Kammerorchester des Symphonieorchesters des Bayerischen Rundfunks und Münchener Kammerorchester zu Gast. Er arbeitete mit den Dirigenten Jaap van Zweden, Michael Hofstetter, Alexander Liebreich und Ulf Schirmer zusammen. Zu den Höhepunkten 2017 zählen Konzerte mit dem Swedish Radio Symphony Orchestra unter Daniel Harding in Stockholms Berwaldhallen, Bruckner-Messen mit dem RIAS Kammerchor, Telemann-Kantaten mit dem NDR Chor und der Akademie für Alte Musik Berlin, sowie mehrere Liederabende, unter anderem in der Wigmore Hall in London und im Muziekgebouw von Eindhoven.

## Auszeichnungen
- 2014: Erster Preis beim Internationalen Wettbewerb für Liedkunst der Hugo-Wolf-Akademie Stuttgart[1]
- 2015: Bayerischer Kunstförderpreis in der Sparte Darstellende Kunst